# Дублер (фільм, 2006)
«Дублер» (фр. La Doublure) — французька кінокомедія.

## Про режисера
Ім'я Франсіса Вебера багатьом відоме з фільмів «Іграшка», «Утікачі», «Татусі», «Ягуар», «Невдахи». Цей майстер соціальної комедії ввів в історію французького кіно персонаж  — Франсуа Піньйона, маленьку людину, кумедного недоука, якому завжди посміхається доля. Серед відомих акторів, які зіграли Франсуа Піньйона слід відзначити Луї Де Фюнеса («Рабин Яків»), П'єра Рішара («Невдахи»), Данієля Отея («Шафа»),  Жак Вільре («Вечеря з недоуком»).

### Про фільм
Як і в багатьох фільмах Вебера, в «Дублері» криється глибокий смисл, суть якого  — багатство, високий статус у суспільстві не завжди приносять щастя, а подекуди є перепоною до любові, душевного спокою.
Дублер  — романтична історія з любовним «чотирикутником». Гумор побудований на певних інтригах, непорозуміннях. Небагатий, недотепний, зовнішньо не привабливий юнак раптом починає зустрічатися з топ-моделлю зі світовим ім'ям та мільйонними статками. Для оточуючих шок. Як це розуміти? Чим Франсуа Піньйон, звичайний паркувальник автомобілів з грошовим заробітком привабив топ-модель Єлену?
Це в першу чергу цікаво другу Піньйона Рішару, який вважав, що у Піньйона з його зовнішністю і відсутністю шарму немає шансів у жінок. Також цікаво дівчині Амелі, якій Франсуа пропонував одружитися, а та, через його неперспективність, відмовила, та буквально наступного дня побачила його у супроводі топ-моделі, з якою Піньйон цілується в кафе. Окрім того, новина про незрозумілий роман колошкає світ моди. Піньйоном починають цікавитися інші топ-моделі.
Відповідь на питання знають лише п'ятеро: сам Піньйон, модель Єлена, мільярдер П'єр Левасер (коханець Єлени), адвокат Левассера та глядач. Останньому дана можливість втішатися протягом всієї стрічки, бо знає в чому криється потенціал Піньйона.

### У ролях
| актор               | роль             |
| ------------------- | ---------------- |
| Гад Ельмалех        | Франсуа Піньйон  |
| Аліса Тальйоні      | Єлен Сімсон      |
| Данієль Отей        | П'єр Левасер     |
| Крістін Скотт Томас | Крістін Левасер  |
| Рішар Беррі         | адвокат          |
| Вірджинія Ледоєн    | Емелі            |
| Дені Бун            | Рішар            |
| Мішель Жоназ        | Андре Піньйон    |
| Ноемі Ленуар        | Карін            |
| Карл Лагерфельд     | грає самого себе |

### Прем'єри
- 29 березня 2006  — Бельгія
- 29 березня 2006  — Франція
- 12 травня 2006  — Італія
- 9 червня 2006  — Іспанія
- 28 червня 2006  — Росія
- 24 серпня 2006  — Греція (прокат обмежений)
- 22 вересня 2006  — Румунія
- 23 вересня 2006  — Сербія
- 5 жовтня 2006  — Аргентина
- 13 жовтня 2006  — Канада
- 9 листопада 2006  — Ізраїль
- 17 листопада 2006  — Болгарія
- 1 грудня 2006  — Польща
- 21 грудня 2006  — Австралія
- 12 березня 2007  — США
- 24 березня 2007  — США
- 19 квітня 2007  — Угорщина
- 20 квітня 2007  — США
- 25 квітня 2007  — Єгипет
- 26 квітня 2007  — Угорщина
- 11 квітня 2008  — Мексика
- 21 серпня 2008  — Південна Корея